# Lista odcinków serialu anime The Seven Deadly Sins

Logo serii

Artykuł zawiera listę wszystkich wyemitowanych odcinków telewizyjnego serialu anime The Seven Deadly Sins, wyprodukowanego na podstawie mangi autorstwa Nakaby Suzukiego.
Serial emitowano w Japonii od 5 października 2014 do 29 marca 2015, a za jego produkcję odpowiadało studio A-1 Pictures. 4 oryginalne odcinki specjalne napisane przez Nakabę Suzukiego były nadawane od 28 sierpnia do 18 września 2016. Emisja drugiego sezonu rozpoczęła się 13 stycznia i zakończyła 30 czerwca 2018.
9 kwietnia 2019 ogłoszono powstanie trzeciego sezonu. Poinformowano również o zmianie studia animacji na Studio Deen. Seria ta była emitowana od 9 października roku do 25 marca 2020. Czwarty sezon zapowiedziano 24 marca 2020. Początkowo miał zadebiutować w październiku 2020, jednak z powodu pandemii COVID-19 premierę przesunięto na 13 stycznia 2021. Ostatni. 100. odcinek, wyemitowano 6 czerwca 2021.

## Przegląd serii
| Sezon | Sezon | Odcinki | Premiera serii      | Finał serii      |
| ----- | ----- | ------- | ------------------- | ---------------- |
|       | 1     | 24      | 5 października 2014 | 29 marca 2015    |
|       | SP    | 4       | 28 sierpnia 2016    | 18 września 2016 |
|       | 2     | 24      | 13 stycznia 2018    | 30 czerwca 2018  |
|       | 3     | 24      | 9 października 2019 | 25 marca 2020    |
|       | 4     | 24      | 13 stycznia 2021    | 23 czerwca 2021  |

## Lista odcinków

### Sezon 1 (2014–15)
| №  | #  | Tytuł                                                                          | Premiera             |
| -- | -- | ------------------------------------------------------------------------------ | -------------------- |
| 1  | 1  | Siedem grzechów głównych Nanatsu no taizai (七つの大罪)                        | 5 października 2014  |
| 2  | 2  | Miecz Świętego Rycerza Seikishi no ken (聖騎士の剣)                            | 12 października 2014 |
| 3  | 3  | Grzech Śpiącego Lasu Nemureru mori no tsumi (眠れる森の罪)                     | 19 października 2014 |
| 4  | 4  | Sen młodej dziewczyny Shōjo no yume (少女の夢)                                 | 26 października 2014 |
| 5  | 5  | Nawet jeśli zginiesz Tatoe anata ga shindemo (たとえあなたが死んでも)          | 2 listopada 2014     |
| 6  | 6  | Pieśń początku Hajimari no uta (はじまりの詩)                                  | 9 listopada 2014     |
| 7  | 7  | Poruszające spotkanie Kandō no saikai (感動の再会)                             | 16 listopada 2014    |
| 8  | 8  | Straszliwy prześladowca Osorubeki tsuisekisha (恐るべき追跡者)                 | 23 listopada 2014    |
| 9  | 9  | Mroczne uderzenie Ankoku no myakudō (暗黒の脈動)                               | 30 listopada 2014    |
| 10 | 10 | Festiwal walki Byzel Baizeru kenka matsuri (バイゼル喧嘩祭り)                  | 7 grudnia 2014       |
| 11 | 11 | Uczucia z dawnych lat Sekinen no omoi (積年の想い)                             | 14 grudnia 2014      |
| 12 | 12 | Przerażające działo Senritsu no kanon (戦慄のカノン)                           | 21 grudnia 2014      |
| 13 | 13 | Wyznawca destrukcji Hakai no shito (破壊の使徒)                                | 11 stycznia 2015     |
| 14 | 14 | Oczytany człowiek Hon wo yomu hito (本を読むひと)                              | 18 stycznia 2015     |
| 15 | 15 | Bezbożny Rycerz Anhōryi naito (アンホーリィ・ナイト)                           | 25 stycznia 2015     |
| 16 | 16 | Zbuntowane legendy Karitaterareru densetsu-tachi (駆り立てられる伝説たち)      | 1 lutego 2015        |
| 17 | 17 | Pierwsza ofiara Saisho no gisei (最初の犠牲)                                   | 8 lutego 2015        |
| 18 | 18 | Nawet jeśli będę musiał zrezygnować Kono inochi ni kaete mo (この命にかえても) | 15 lutego 2015       |
| 19 | 19 | Król Wróżek czekający na próżno Machibōke no yōseiō (まちぼうけの妖精王)       | 22 lutego 2015       |
| 20 | 20 | Wdzięk odwagi Yūki no majinai (勇気のまじない)                                 | 1 marca 2015         |
| 21 | 21 | Bezpośrednie zagrożenie Ima, soko ni semaru kyōi (今、そこにせまる脅威)        | 8 marca 2015         |
| 22 | 22 | Co mogę zrobić dla Ciebie Kimi no tame ni dekiru koto (君のためにできること)   | 15 marca 2015        |
| 23 | 23 | Nadejście rozpaczy Zetsubō kōrin (絶望降臨)                                    | 22 marca 2015        |
| 24 | 24 | Bohaterowie Eiyū-tachi (英雄たち)                                              | 29 marca 2015        |

### Odcinki specjalne:Ślady Świętej Wojny(2016)
| №  | # | Tytuł                                                                    | Premiera         |
| -- | - | ------------------------------------------------------------------------ | ---------------- |
| 25 | 1 | Mroczny sen Kuroki yume no hajimari (黒き夢のはじまり)                   | 28 sierpnia 2016 |
| 26 | 2 | Festiwal Walki Futari no kenka matsuri (二人の喧嘩祭り)                  | 4 września 2016  |
| 27 | 3 | W poszukiwaniu pierwszej miłości Hatsukoi wo oikakete (初恋を追いかけて) | 11 września 2016 |
| 28 | 4 | Postać miłości Ai no katachi (愛のかたち)                                | 18 września 2016 |

### Sezon 2:Odrodzenie Przykazań(2018)
| №  | #  | Tytuł                                                                         | Premiera         |
| -- | -- | ----------------------------------------------------------------------------- | ---------------- |
| 29 | 1  | Odrodzenie Klanu Demonów Majin-zoku fukkatsu (魔神族復活)                     | 13 stycznia 2018 |
| 30 | 2  | Dowody istnienia Sonzai to shōmei (存在と証明)                                | 20 stycznia 2018 |
| 31 | 3  | Zaginiony skarb Lostvayne Jingi Rosutovein (神器ロストヴェイン)               | 27 stycznia 2018 |
| 32 | 4  | Natarcie przykazań <Jikkai> shidō (〈十戒〉始動)                              | 3 lutego 2018    |
| 33 | 5  | Przytłaczająca masakra Attōteki bōryoku (圧倒的暴力)                          | 10 lutego 2018   |
| 34 | 6  | Pokuta Wielkiego Mistrza Tsugunai no seikishi-chō (償いの聖騎士長)            | 17 lutego 2018   |
| 35 | 7  | Dokąd prowadzą wspomnienia Kioku ga mezasu basho (記憶が目指す場所)           | 24 lutego 2018   |
| 36 | 8  | Święta Ziemia Druidów Doruido no seichi (ドルイドの聖地)                      | 3 marca 2018     |
| 37 | 9  | Słowo dane ukochanej Ai suru mono to no yakusoku (愛する者との約束)           | 10 marca 2018    |
| 38 | 10 | To, czego nam brak Bokutachi ni kaketa mono (僕たちに欠けたもの)              | 17 marca 2018    |
| 39 | 11 | Ojciec i syn Chichioya to musuko (父親と息子)                                 | 24 marca 2018    |
| 40 | 12 | Gdzie szukać miłości Ai no arika (愛の在り処)                                 | 31 marca 2018    |
| 41 | 13 | Żegnaj, kochany złodzieju Saraba itoshiki tōzoku (さらば愛しき盗賊)           | 14 kwietnia 2018 |
| 42 | 14 | Mistrz Słońca Taiyō no aruji (太陽の主)                                       | 21 kwietnia 2018 |
| 43 | 15 | Przerażające wyznanie Senritsu no kokuhaku (戦慄の告白)                       | 28 kwietnia 2018 |
| 44 | 16 | Zabójczy labirynt Shi no wana no meikyū (死の罠の迷宮)                        | 5 maja 2018      |
| 45 | 17 | Osobistości rodem z legend Denshō no monodomo (伝承の者共)                    | 12 maja 2018     |
| 46 | 18 | Dla kogo nadszedł blask? Sono hikari wa ta ga tame ni (その光は誰が為に)      | 19 maja 2018     |
| 47 | 19 | Meliodas kontra Dziesięć Przykazań Meriodasu vs <jikkai> (メリオダスvs<十戒>) | 26 maja 2018     |
| 48 | 20 | Nie trać nadziei Kibō wo motomete (希望を求めて)                              | 2 czerwca 2018   |
| 49 | 21 | Pewne ciepło Tashika na nukumori (たしかな ぬくもり)                          | 9 czerwca 2018   |
| 50 | 22 | Powrót Grzechów <Tsumi> no kikan (〈罪〉の帰還)                               | 16 czerwca 2018  |
| 51 | 23 | Zjawia się bohater! Eiyū, tatsu! (英雄、立つ！)                               | 23 czerwca 2018  |
| 52 | 24 | Póki jesteś przy mnie Kimi ga iru dake de (君がいるだけで)                    | 30 czerwca 2018  |

### Sezon 3:Imperialny Gniew Bogów(2018)
| №  | #  | Tytuł                                                                                              | Premiera             |
| -- | -- | -------------------------------------------------------------------------------------------------- | -------------------- |
| 53 | 1  | Światło, które zmiata mrok Yami wo harau hikari (闇を払う光)                                       | 9 października 2019  |
| 54 | 2  | Wspomnienia Świętej Wojny Seisen no kioku (聖戦の記憶)                                             | 16 października 2019 |
| 55 | 3  | Niech stanie się światłość Hikari are (光あれ)                                                     | 23 października 2019 |
| 56 | 4  | Dziesięć Przykazań kontra Cztery Archanioły <Jikkai> vs. <yondai tenshi> (〈十戒〉vs.〈四大天使〉) | 30 października 2019 |
| 57 | 5  | Emocjonalny wir Kanjō meirushutorōmu (感情メイルストローム)                                        | 6 listopada 2019     |
| 58 | 6  | Nazywamy to miłością Sore wo bokura wa ai to yobu (それをボクらは愛と呼ぶ)                         | 13 listopada 2019    |
| 59 | 7  | Grzechy Główne, łączcie się! Iza, taizai shūketsu e!! (いざ、大罪集結へ！！)                       | 20 listopada 2019    |
| 60 | 8  | Lalka szuka miłości Ningyō wa ai wo kou (人形は愛を乞う)                                           | 27 listopada 2019    |
| 61 | 9  | Przeklęci kochankowie Norowareshi koibito-tachi (呪われし恋人たち)                                 | 4 grudnia 2019       |
| 62 | 10 | Życie, którym żyjemy Sore ga bokura no ikirumichi (それが僕らの生きる道)                           | 11 grudnia 2019      |
| 63 | 11 | Nienawistnicy nie spoczną Onnen-tachi wa nemuranai (怨念たちは眠らない)                            | 18 grudnia 2019      |
| 64 | 12 | Miłość to dziewicza siła Ai wa otome no chikara (愛は乙女の力)                                     | 25 grudnia 2019      |
| 65 | 13 | Najsilniejszy kontra najniegodziwszy Saikyō vs. saikyō (最強 vs. 最凶)                             | 8 stycznia 2020      |
| 66 | 14 | Nowe zagrożenie Aratanaru kyōi (新たなる脅威)                                                      | 15 stycznia 2020     |
| 67 | 15 | Do kapitana Danchō e (団長へ)                                                                      | 22 stycznia 2020     |
| 68 | 16 | Koniec Siedmiu Grzechów Głównych Nanatsu no taizai shūketsu (〈七つの大罪〉終結)                   | 29 stycznia 2020     |
| 69 | 17 | Nasz wybór Bokutachi no sentaku (ボクたちの選択)                                                   | 5 lutego 2020        |
| 70 | 18 | Gdy wkraczają święci Seija no kōshin (聖者の行進)                                                  | 12 lutego 2020       |
| 71 | 19 | Przymierze wojenne Seisen Kyōtei (聖戦協定)                                                        | 19 lutego 2020       |
| 72 | 20 | Dziecko nadziei Kibō no ko (希望の子)                                                              | 26 lutego 2020       |
| 73 | 21 | Świt Świętej Wojny Seisen no makuake (聖戦の幕開け)                                                | 4 marca 2020         |
| 74 | 22 | Britannia zniszczona wojną Senka no Buritania (戦禍のブリタニア)                                   | 11 marca 2020        |
| 75 | 23 | Spaczony przez mrok Yami ni yugamu mono (闇に歪む者)                                               | 18 marca 2020        |
| 76 | 24 | Szalejąca miłość Bōsō suru ai (暴走する愛)                                                         | 25 marca 2020        |

### Sezon 4:Smoczy Rozsądek(2021)
| №   | #  | Tytuł                                                                                       | Premiera         |
| --- | -- | ------------------------------------------------------------------------------------------- | ---------------- |
| 77  | 1  | W otchłaniach czyśćca Rengoku yori (煉獄より)                                               | 13 stycznia 2021 |
| 78  | 2  | Spotkanie z nieznanym Michi to no sōgū (未知との遭遇)                                       | 20 stycznia 2021 |
| 79  | 3  | Uparta miłość Ichizu naru omoi (一途なる想い)                                               | 27 stycznia 2021 |
| 80  | 4  | Ofiary Świętej Wojny Seisen no giseisha (聖戦の犠牲者)                                      | 3 lutego 2021    |
| 81  | 5  | Dotkliwy cios Kanashiki ichigeki (悲しき一撃)                                               | 10 lutego 2021   |
| 82  | 6  | Stawić czoła rozpaczy Zetsubō ni tachimukae (絶望に立ち向かえ)                              | 17 lutego 2021   |
| 83  | 7  | Nadzieja, konflikt i rozpacz Kibō to kattō to zetsubō (希望と葛藤と絶望)                    | 24 lutego 2021   |
| 84  | 8  | Brama nadziei Kibō e no tobira (希望への扉)                                                 | 3 marca 2021     |
| 85  | 9  | Połączyć siły Shūketsu suru mono-tachi (集結するものたち)                                   | 10 marca 2021    |
| 86  | 10 | Zbawienie Słońca Taiyō no kyūsai (太陽の救済)                                               | 17 marca 2021    |
| 87  | 11 | Ten, który sprzeciwia się Bogu Kami to taiji suru hito (神と対峙する人)                     | 24 marca 2021    |
| 88  | 12 | Wszyscy będziemy ci pomocą Minna ga kimi no chikara ni naru (みんながキミの力になる)        | 31 marca 2021    |
| 89  | 13 | Koniec długiej podróży Nagaki tabi no shūchaku (永き旅の終着)                               | 7 kwietnia 2021  |
| 90  | 14 | Żegnajcie, Siedem Grzechów Głównych! Sayonara〈nanatsu no taizai〉 (さよなら〈七つの大罪〉) | 14 kwietnia 2021 |
| 91  | 15 | Bracia przeznaczenia Shukumei no kyōdai (宿命の兄弟)                                        | 21 kwietnia 2021 |
| 92  | 16 | Ostateczna bitwa Saishū sensō (最終戦争)                                                    | 28 kwietnia 2021 |
| 93  | 17 | Głos, który wzywa cię po imieniu Kimi no na o yobu koe (キミの名を呼ぶ声)                   | 5 maja 2021      |
| 94  | 18 | Samotny śpiew Ō wa kodoku ni utau (王は孤独に歌う)                                          | 12 maja 2021     |
| 95  | 19 | Zmagania Agaki (あがき)                                                                     | 19 maja 2021     |
| 96  | 20 | Śmiertelni wrogowie Tomo ni ten o itadakazu (倶に天を戴かず)                                | 26 maja 2021     |
| 97  | 21 | Tego zawsze chciała wiedźma Majo ga motome tsuzuketa mono (魔女が求め続けたもの)            | 2 czerwca 2021   |
| 98  | 22 | Smak chaosu Konton no ittan (混沌の一端)                                                    | 9 czerwca 2021   |
| 99  | 23 | Wieczne królestwo Eien no ōkoku (永遠の王国)                                                | 16 czerwca 2021  |
| 100 | 24 | Spadkobiercy Tsugare yuku mono (継がれゆくもの)                                             | 23 czerwca 2021  |